# Dhorāji
Dhorāji (engelska: Dhoraji) är en stad i distriktet Rājkot i den indiska delstaten Gujarat i den västra delen av landet. Dhorāji ligger 63 meter över havet Folkmängden uppgick till 84 545 invånare vid folkräkningen 2011.
Terrängen runt Dhorāji är platt, och sluttar västerut. Runt Dhorāji är det tätbefolkat, med 442 invånare per kvadratkilometer. Närmaste större samhälle är Jetpur, 18,0 km öster om Dhorāji. Omgivningarna runt Dhorāji är en mosaik av jordbruksmark och naturlig växtlighet.